# Mosolotshane
Mosolotshane é uma vila localizada no Distrito Central em Botswana com população estimada de 2 017 habitantes, conforme dados de 2011.